# In Every Dream Home a Heartache
Пісня «In Every Dream Home a Heartache» (У кожному будинку мрії - душевний біль) була створена Браяном Феррі (Bryan Ferry), та була спочатку включена до другого альбому групи Роксі М'юзік.
Текст пісні - депресивний монолог на теми бездуховного суспільства, бажання багатства, любові до речей замість справжніх почуттів. Музикальний лад спочатку спокійний, створений з циклічної партії бас-гітари та співу, що супроводжуються повільною партією електрооргану. Після останніх слів куплету починається гучна частина з розширеною інструментальною партією і майже без вокалу, проте з провідним виступом гітари.
Переклад тексту пісні (автор torsion):
У кожному будинку мрії - душевний біль.
І кожен мій крок.
Забирає мене все далі від Небес.
А чи є вони, ці Небеса?
Хотів би так думати.
Рівень життя.
Зростає що дня.
Але - дім, милий дім…
Це лише слова.
Від кнопки дзвінка до водопровідного крана.
У фешенебельній міській квартирі.
Милому котеджі…
Основному особняку - палаці…
Ідеальному пентхаусе…
Але чим там зайнятися?
Що там робити?
Хіба що молиться.
Відкрите житлове планування,
Бунгало в стилі ранчо.
Всі ці зручності.
Здаються такими важливими.
Я замовив тебе поштою,
Тебе надіслали у звичайній обгортці, моя дівчинка.
Твоя шкіра наче вініл.
Ідеальна супутниця.
Ти плаваєш у моєму новому басейні,
Розкішному і чудовому.
Надувна лялька.
Моя роль - служити тобі.
Ти завжди під рукою, люба.
Тепер тебе не викинути.
Безсмертна і немов справжня.
Моє дихання всередині тебе.
Буду наряджати тебе щодня.
І зберігати до останнього зітхання.
Надувна лялька.
Коханка невдячна.
Я зігрів диханням твоє тіло,
А ти - підірвала мій мозок…
О, ці душевні страждання.
Душевні страждання в будинку мрії.

## Музиканти
- Енді МакКеі: електроорган, саксофон
- Брайан Феррі: вокал, ритм-гітара
- Брайан Іно: сінтезатор
- Пол Томпсон: ударні
- РФіл Манзанера: гітара
- Джон Портер: бас-гітара